# Onthophagus laticollis
Onthophagus laticollis là một loài bọ cánh cứng trong họ Bọ hung (Scarabaeidae).